# Leif Geiges

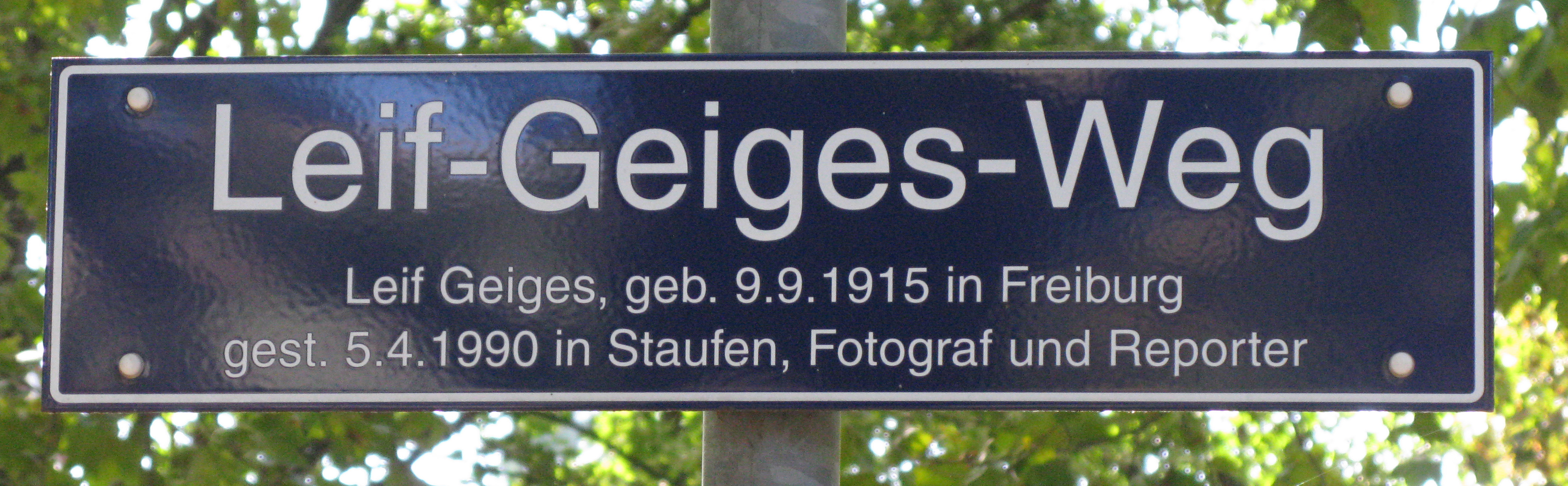
Straßenschild in Staufen

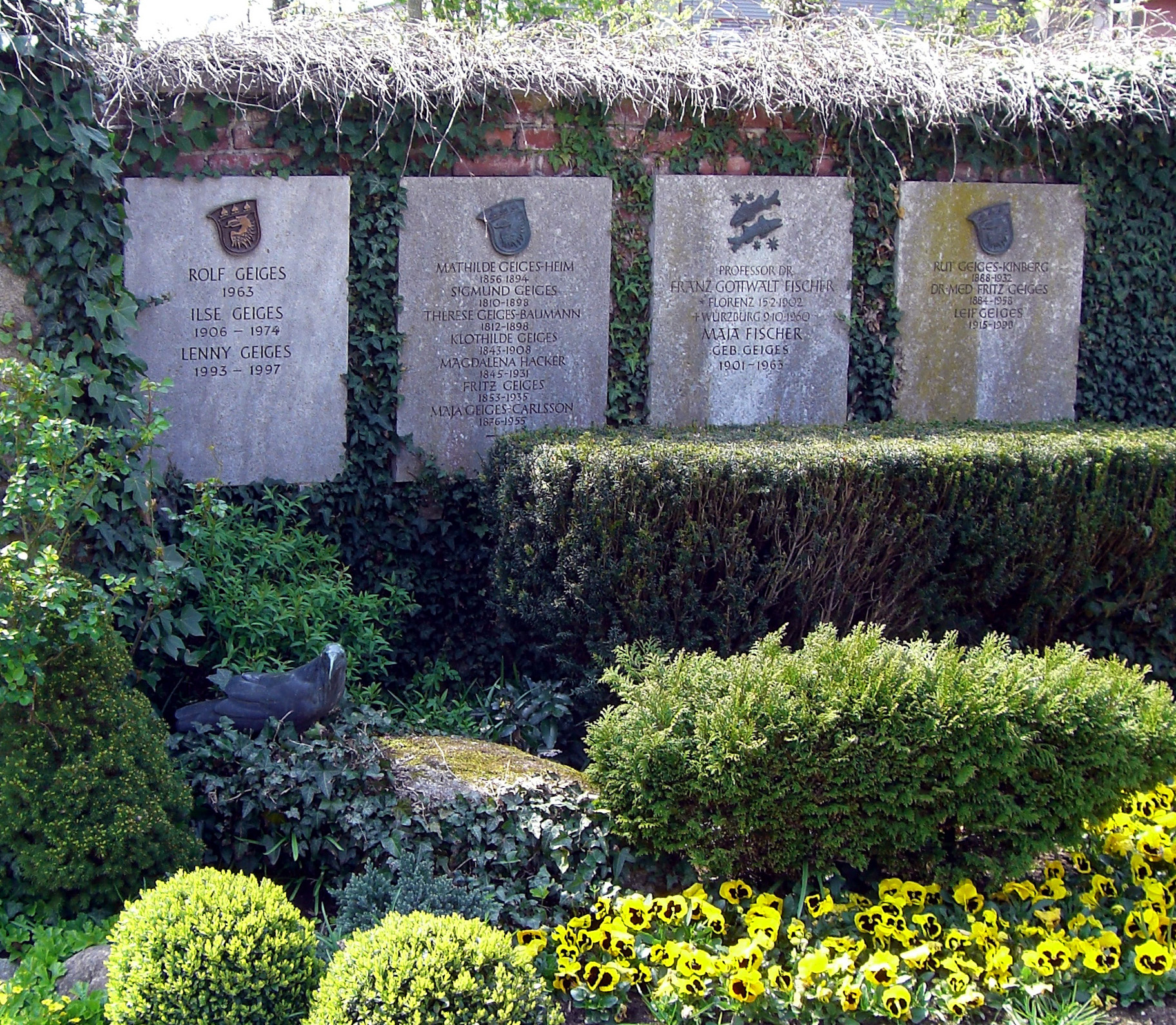
Grab auf dem Hauptfriedhof in Freiburg

Leif Geiges (* 9. September 1915 in Freiburg im Breisgau; † 5. April 1990 in Staufen im Breisgau) war ein deutscher Fotograf und Reporter.

## Leben
Leif Geiges stammte aus der Freiburger Künstlerfamilie Geiges als Sohn von Fritz Geiges und Ruth Geiges (geborene Kinberg). Sein Großvater war der Mosaik- und Glaskünstler Fritz Geiges. Der Mathematiker Hansjörg Geiges ist sein jüngster Sohn. Der Journalist Adrian Geiges ist ebenfalls ein Sohn von Geiges.

## Wirken
Geiges besuchte die Kunstakademie in Berlin und studierte u. a. Werbepsychologie. Ab den 1930er Jahren arbeitete er u. a. als Fotograf und Reporter für die Berliner Illustrirte Zeitung, für die er auch ins Ausland reiste (z. B. nach Großbritannien). Während des Zweiten Weltkriegs gehörte er als „Bildberichter“ einer Propagandakompanie der Wehrmacht an. In dieser Zeit war er beispielsweise für Reportagen aus dem „befreiten“ Elsass verantwortlich, aber auch für Berichte aus anderen von Deutschland besetzten Gebieten. 1939 dokumentierte er mit der Kamera die als „Heimholung“ deklarierte Umsiedlung von Deutsch-Balten aus Riga ins Deutsche Reich. In den folgenden Kriegsjahren war er einer der wichtigsten Mitarbeiter der bereits genannten, viel gelesenen Berliner Illustrirten Zeitung, die nach Vertreibung der Verlegerfamilie Ullstein „arisiert“ und zu einem Organ der NS-Propaganda gemacht worden war. Eine seiner Fotografien, die mit der Unterschrift Ein Weihnachtslied für Vati. Aufnahme aus einem Berliner Lazarett versehen ist, bildete am 24. Dezember 1942 – zum Zeitpunkt des endgültigen Untergangs der 6. deutschen Armee in der Schlacht von Stalingrad – die Titelseite der Heiligabend-Ausgabe.
Nach dem Krieg fotografierte Geiges für über dreißig Bildbände, die sich meist mit seiner engeren Heimat befassten. Besonderen Erfolg hatte er 1971 mit dem Freiburg-Band Geliebte alte Stadt.
Von 1950 bis 1971 war Geiges dem Freiburger „Institut für Grenzgebiete der Psychologie und Psychohygiene“ (IGPP), das sich mit der Erforschung parapsychologischer Phänomene befasst, eng verbunden und dokumentierte fotografisch alle Belange der Institutsarbeit. Ab etwa Mitte der 1950er Jahre arbeitete er mit seinen Partnern, dem Schwarzwälder Regisseur und Kameramann Fritz Aly und dem Fotografen Arnold Ernst Fanck zusammen. Der Nachlass von Leif Geiges befindet sich seit 1991 im Haus der Geschichte Baden-Württemberg.
In Staufen wurde ein Weg nach ihm benannt.

## Trivia
Leif Geiges fotografierte und testete im Schwarzwald die faltbaren Zaschka-Ski, die der Freiburger Erfinder Engelbert Zaschka entwickelte.

## Bücher (Auswahl)
- Herbert Oertel (Hrsg.): Mazedonien. Leben und Gestalt einer Landschaft. Mit vielen Lichtbildern von Leif Geiges. Wiking-Verlag, Berlin 1940.
- Freiburg im Breisgau. Text und Zusammenstellung der Bilder von Eberhard Meckel. Alber, Freiburg im Breisgau 1949.
- Geliebte alte Stadt. Schillinger, Freiburg im Breisgau 1971.
- Walter Vetter (Hrsg.): Freiburg in Trümmern. Bd. 1: Abbildungen von Leif Geiges. Rombach, Freiburg im Breisgau 1982.
- Leif Geiges (Fotos), Ingeborg Krummer-Schroth, Elisabeth Schmid, Paul Gustav Schneider, Otto Wittmann: Der Hochrhein, Theiss, 1984. ISBN 3-8062-0239-7.
- Die Regio: Landschaft am Oberrhein. Eine Kulturgeschichte in Bildern. Mit einer Einführung von Hoimar von Ditfurth. Text von Hanns U. Christen. DuMont, Köln 1986, ISBN 3-7701-2029-9.
- Claus Hofmann (Hrsg.): T. Schneider & Söhne 1847–1921: Vom Dorfschreiner zum Hofphotographen. Ein Kapitel der frühen Photogeschichte. Schillinger, Freiburg im Breisgau 1989.